# Walthall County
Walthall County er et county i den amerikanske delstat Mississippi. 
31°08′N 90°06′V / 31.14°N 90.1°V